# Mary J. Blige
Mary Jane Blige (El Bronx, Nueva York, 11 de enero de 1971) es una cantante, compositora, rapera, actriz y productora estadounidense. A menudo citada como "La Reina del Hip hop Soul" y "La Reina del R&B". Sus galardones incluyen nueve Premios Grammy, un Primetime Emmy, cuatro American Music Awards, doce NAACP Image y doce Billboard Music Awards, incluido el Billboard Icon Award.

## Biografía
Nació en Nueva York y pasó parte de su infancia en Savannah, para en su juventud volver a Yonkers en su ciudad natal. Cuando vivía en White Plains (Nueva York) se grabó en un karaoke cantando el tema de Anita Baker "Caught Up in the Rapture". La grabación resultante fue enviada a Andre Harrel, gerente de Uptown Records, por el padrastro de Mary. Harrel se quedó impresionado por su voz y la contrató para que hiciera los coros a Father MC.
En 1991, Sean "Puffy" Combs; cantante y productor; comenzó a trabajar con ella en su álbum debut. Mary J. Blige y su inconfundible estilo vocal crearon un disco que bailaba entre el R&B y el rap; What's the 411?. El álbum tuvo cierta repercusión dentro del panorama musical, a excepción de los sencillos "Real love", "Sweet love" y "Reminisce". En 1994 y de nuevo con la ayuda en la producción de Sean "Puffy" Combs editó My life. Este era un álbum mucho más personal y en el que fluían sus raíces urban, contenía temas como "You bring me joy" o "Be happy". Su disco Share my world en 1997 marcó el inicio de su etapa creativa junto a Jimmy Jam y Terry Lewis. El álbum fue un verdadero hit y debutó como número uno en la lista Billboard. Sus singles fueron "I Can Love You", presentando a la rapera Lil' Kim, "Get to Know You Better", "Love Is All We Need" y "Keep Your Head".
Mary editado en 1999 fue sin duda un giro en su carrera; con él retomaba unas raíces con el soul más puro como clave del álbum. Si durante su carrera había demostrado la personalidad y potencia de su voz, con este álbum lo hace aún más. Hay colaboraciones en la producción de Lauryn Hill, Stevie Wonder y Elton John, así como versiones de First Choice, "Let no man put asunder", o "As" de Stevie Wonder. Los temas que más popularidad gozaron fueron "All that I can say", "Sexy", "Your Child" y "No happy holidays".
En 2001 retomaba un sonido mucho más moderno en el que predomina el hip hop, con el álbum No more drama, y el sencillo del mismo título.
En 2003 siguió la misma línea y grabó Love & life bajo la producción de P. Diddy.
En 2005 ve la luz The Breakthrough nuevo trabajo de estudio que consigue posicionarse en el número uno de Billboard, al igual que su primer sencillo "Be without you", al que continuaron "No one will do" y la versión del tema de U2 "One" junto a Bono, líder de la banda. El álbum fue certificado 3 veces platino gracias a sus 3 millones de ejemplares vendidos solo los Estados Unidos. Recibió 8 nominaciones a los premios Grammy incluyendo canción y álbum del año de los cuales se llevó tres: Mejor interpretación vocal R&B por un artista femenino, Mejor álbum de R&B y Mejor Canción R&B.
También en 2005, coincidiendo con su consagración gracias a The Breakthrough, sale a la luz tras una serie de retrasos, un álbum recopilatorio donde se darían cita algunos de sus éxitos más importantes junto a colaboraciones de lujo y rarezas. Algunos de los artistas que la acompañan en este trabajo son Wyclef Jean, George Michael o el ya célebre tema "One" junto a U2. Cabe destacar que este recopilatorio pasa por alto la mayoría de los temas que la artista interpretase en su primera época.
En 2007 aparece Growing pains, contando de nuevo con las producciones de Brian Michael Cox o Dre & Vidal. Destacan en este trabajo temas como la composición de The Neptunes "Till the morning" o "Hurt Again". Dentro de este álbum se pueden encontrar acompañando a Mary las apariciones del vocalista Usher o el rapero Ludacris.
Stronger With Each Tear es el título de su álbum publicado en 2009 que contó con tres sencillos, "The One", "I Am", "Each Tear", este último contó con las colaboraciones de Jay Sean (en la versión para Reino Unido), Tiziano Ferro (para la versión italiana), Vanessa Amorossi (para la versión australiana), K'naan (para la versión en EE. UU. y Canadá) y con Rea Garvey (en la versión alemana).
Su tema "I Can See in Color" fue incluido en la banda sonora de la película Precious, una de las más grandes películas del 2009.
En 2012 destacó su participación en la película "La Era del Rock" interpretando a Justice Charlier, la dueña de The Venus Club que se hace amiga de Sherrie, protagonista femenina del filme. Interpretó los temas "Harden my heart", "Shadows of the night" , "Here i go, again", "Any way you want it", "Every Rose has it thorn" y "Don't Stop Believin'" junto a otros actores del reparto.
En 2014 colaboró con el artista Sam Smith en su sencillo 'Stay With Me'.
El 13 de febrero de 2022, encabezó el espectáculo de medio tiempo del Super Bowl LVI junto a Dr. Dre, Snoop Dogg, Eminem, 50 cent y Kendrick Lamar. La actuación recibió elogios por parte de la crítica y le valió su primer galardón en los Premios Primetime Emmy.

## Discografía
- 1987: Watering Plans
- 1989: Pain Goodbye
- 1990: Goodbye World
- 1992: What's The 411?
- 1994: My Life (álbum de Mary J. Blige)
- 1997: Share My World
- 1999: Mary
- 2001: No More Drama
- 2003: Love & Life
- 2005: The Breakthrough
- 2007: Growing Pains (Mary J. Blige album)
- 2009: Stronger With Each Tear
- 2011: My Life II... The Journey Continues (Act 1)
- 2014: The London Sessions
- 2016: "Strength of a Woman"
- 2022: Good Morning Gorgeous

## Premios y distinciones
Óscar
| Año  | Categoría               | Película | Resultado |
| ---- | ----------------------- | -------- | --------- |
| 2018 | Mejor actriz de reparto | Mudbound | Nominada  |
| 2018 | Mejor canción original  | Mudbound | Nominada  |